# Gaillac
Gaillac is een gemeente in het Franse departement Tarn (regio Occitanie) en telt 13.127 inwoners (2008). De plaats maakt deel uit van het arrondissement Albi. Gaillac telde op 1 januari 2022 16.080 inwoners.

## Geschiedenis
In 972 werd de benedictijner Abdij van Gaillac gesticht. Op de plaats van deze abdij lag vroeger een Gallo-Romeinse nederzetting. De monniken introduceerden de wijnteelt en rond de abdij ontstond een nederzetting. Gaillac werd in de eerste decennia van de 13e eeuw een gemeente bestuurd door consuls. In 1329 werd een college opgericht door het stadsbestuur.
In 1501-1502 werd de stad getroffen door de pest. Tussen 1562 en 1572 was de stad afwisselend in handen van katholieken en protestanten en vonden er slag om slinger slachtpartijen plaats. In de 16e eeuw kozen de monniken ervoor hun abdij te seculariseren en verder als een kapittel door het leven te gaan. In de 17e eeuw vestigden zich kapucijnen in de stad en vestigde zich een grote administratie in Gaillac. Na de Franse Revolutie werd de Abdij Saint-Michel opgeheven en verkocht als nationaal goed.
Aan het begin van de 19e eeuw werden de stadsmuren gesloopt en werden de pleinen groter gemaakt. Tot de komst van de spoorweg in 1864 had Gaillac een bloeiende rivierhaven, waar onder andere wijn en pastel werden verscheept. Deze haven verloor daarna snel aan belang en verdween in de laatste decennia van de 19e eeuw.

## Geografie
De oppervlakte van Gaillac bedroeg op 1 januari 2022 50,93 vierkante kilometer; de bevolkingsdichtheid was toen 315,7 inwoners per km².
De Tarn stroomt door de gemeente.
De onderstaande kaart toont de ligging van Gaillac met de belangrijkste infrastructuur en aangrenzende gemeenten.

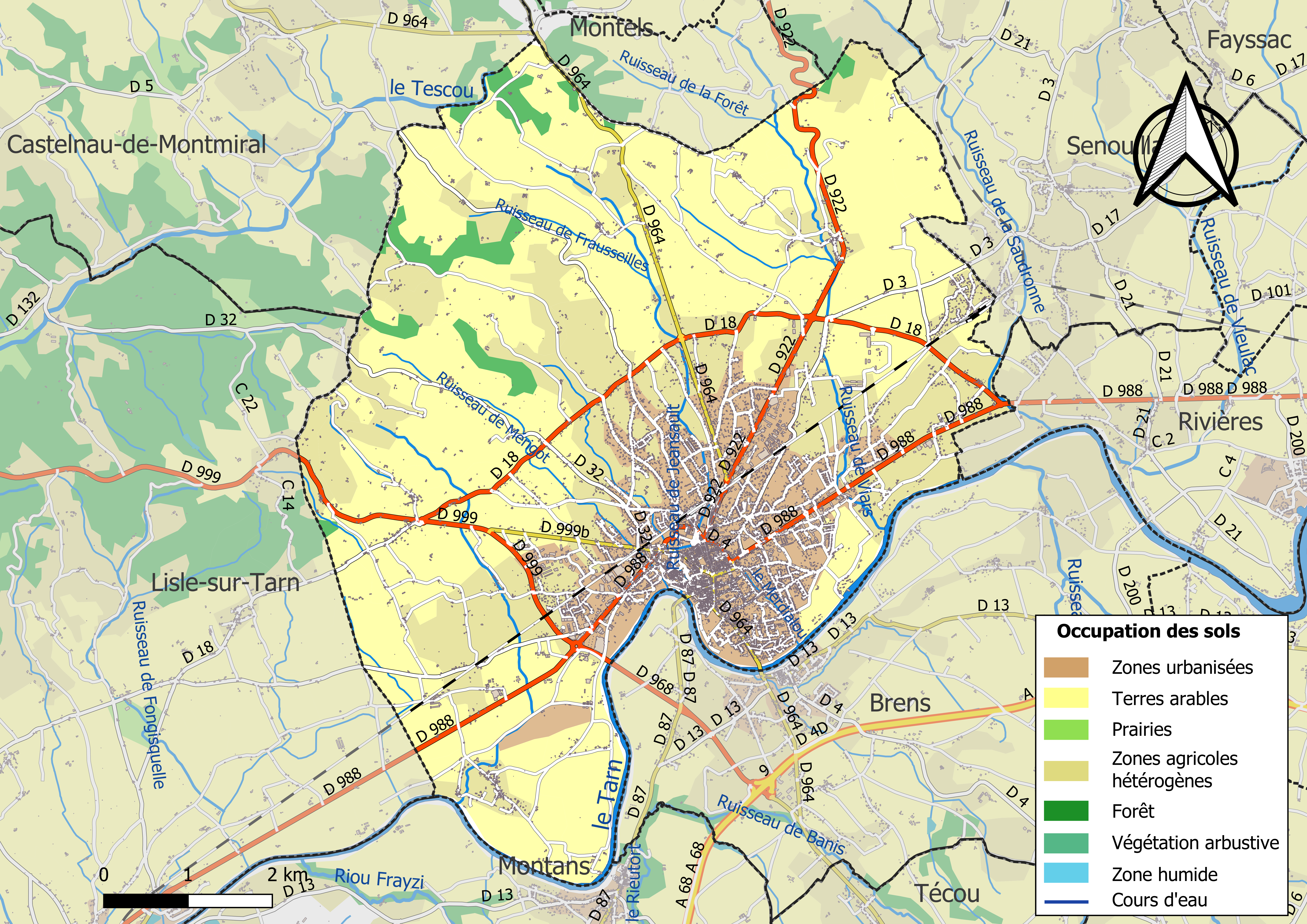

## Verkeer en vervoer
In de gemeente liggen de spoorwegstations Tessonnières en Gaillac.
In 1992 werd de autosnelweg A68 geopend die een snelle verbinding met Toulouse verzekert.

## Demografie
Onderstaande figuur toont het verloop van het inwonertal (bron: INSEE-tellingen).

## Bezienswaardigheden
- Voormalige Abdij Saint-Michel van Gaillac (13e eeuw)
- Kerk Saint-Michel (13e en 14e eeuw)
- Kasteel van Foucaud (17e eeuw)

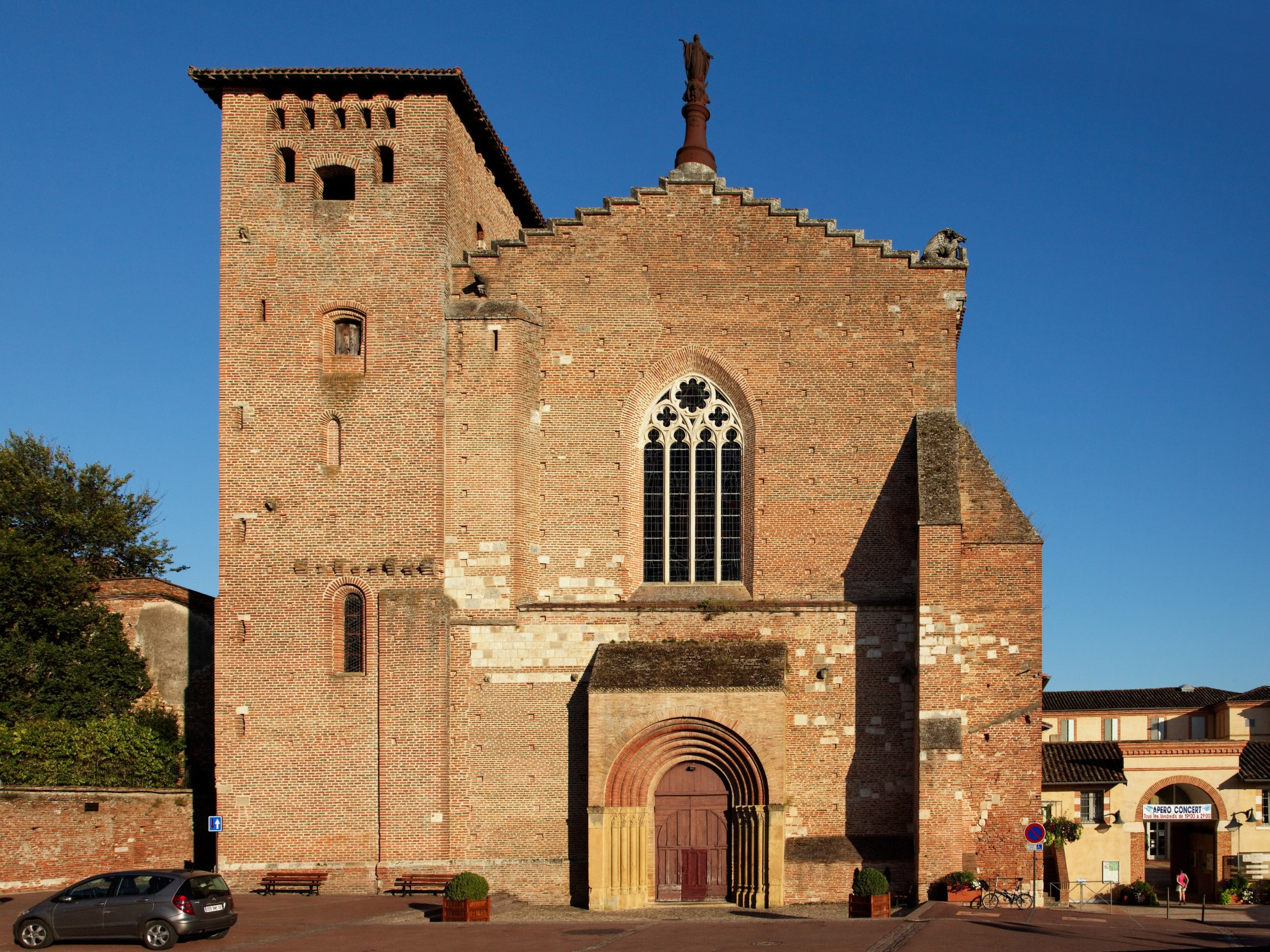
Kerk Saint-Michel
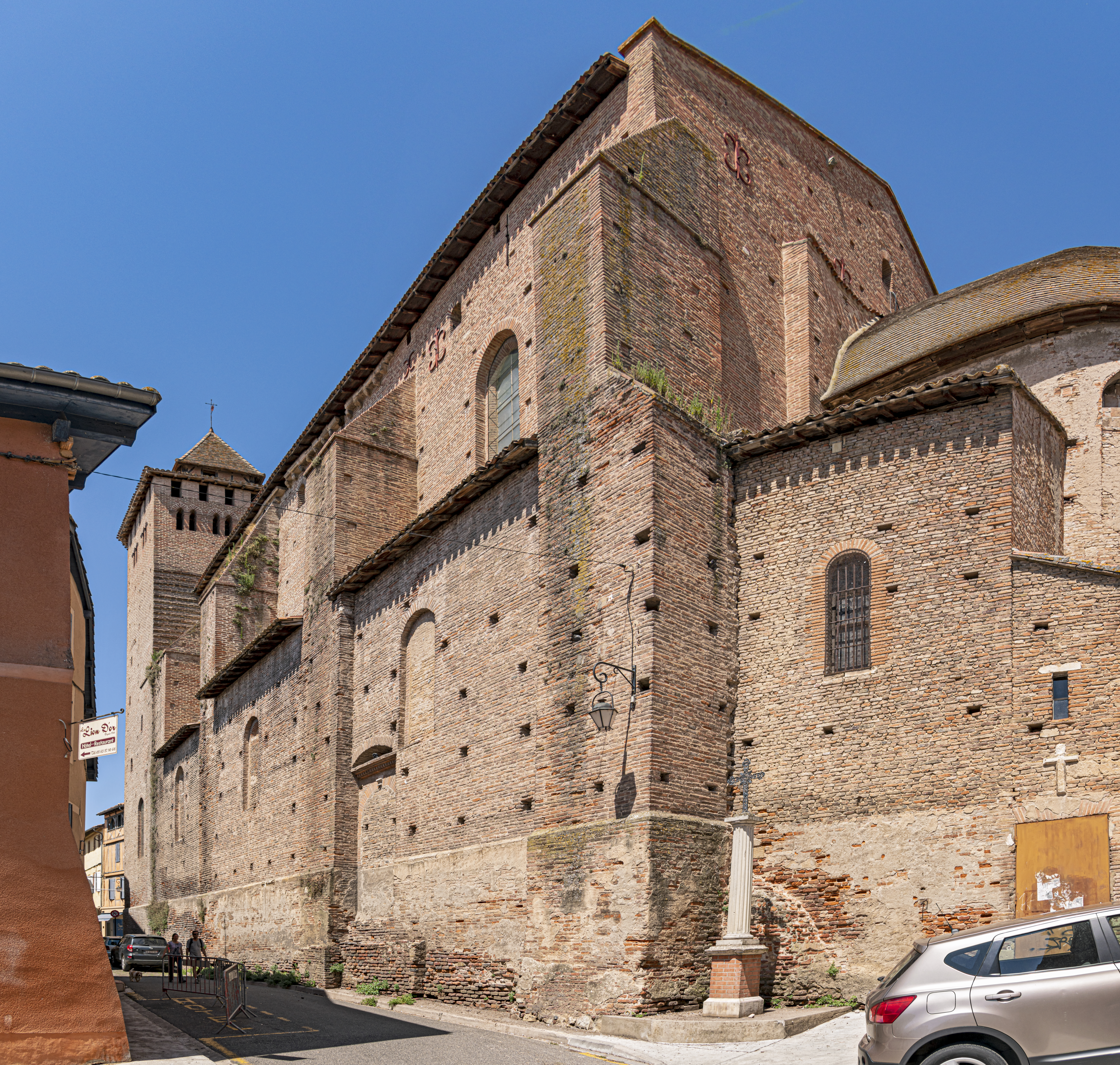
Kerk Saint-Pierre
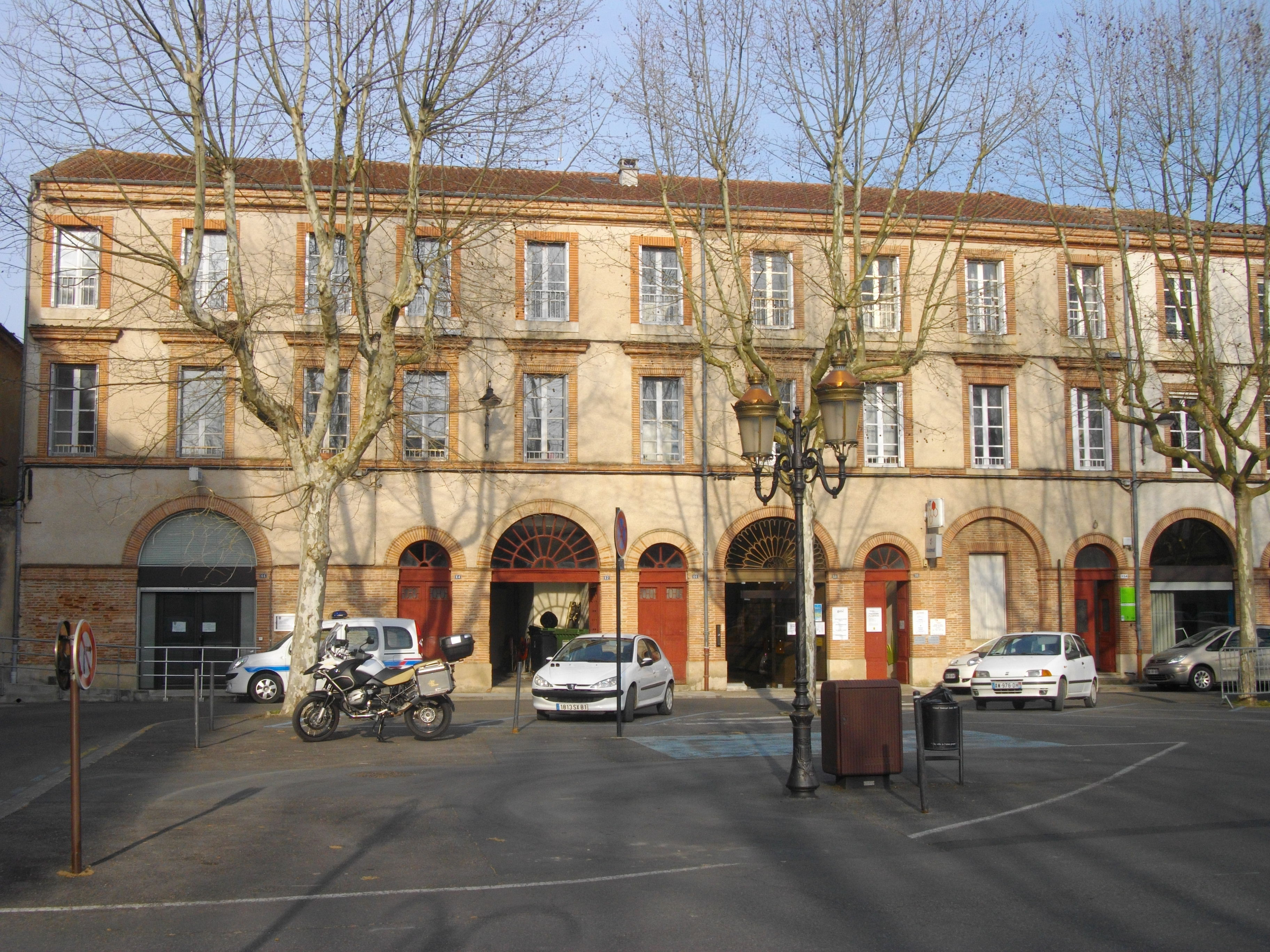
Place d'Hautpoul

## Bekende inwoners
- Emilie de Vialar (1797-1856), zuster, abdis en heilige
- Henri Loubat (1855-1926), kunstschilder